# Nitrato de ferro(II)
Nitrato de ferro (II) é o composto químico de fórmula Fe(NO3)2, normalmente apresentando-se na forma hexahidrata, Fe(NO3)2.6H2O, possuindo massa molar de 179.8548 g/mol (forma anidra).
Tem como sinônimos nitrato ferroso e sal de ferro (2+) do ácido nítrico
Classificado com o Número CAS 13520-68-8.
Pode ser preparado pela reação de nitrato de prata com o cloreto de ferro (II), ambos em solução aquosa.